# Old Green (Oklahoma)
Old Green es un lugar designado por el censo ubicado en el condado de Adair en el estado estadounidense de Oklahoma. En el Censo de 2010 tenía una población de 315 habitantes y una densidad poblacional de 60,02 personas por km².

## Geografía
Old Green se encuentra ubicado en las coordenadas 35°59′8″N 94°36′30″O / 35.98556, -94.60833. Según la Oficina del Censo de los Estados Unidos, Old Green tiene una superficie total de 8.45 km², de la cual 8.38 km² corresponden a tierra firme y (0.74%) 0.06 km² es agua.

## Demografía
Según el censo de 2010, había 315 personas residiendo en Old Green. La densidad de población era de 60,02 hab./km². De los 315 habitantes, Old Green estaba compuesto por el 51.11% blancos, el 0.63% eran afroamericanos, el 34.92% eran amerindios, el 3.17% eran asiáticos, el 0% eran isleños del Pacífico, el 1.27% eran de otras razas y el 8.89% pertenecían a dos o más razas. Del total de la población el 3.49% eran hispanos o latinos de cualquier raza.